# Петър Джидров
Петър Спиридонов Джидров е български политик, юрист, масон и писател от Македония, един от лидерите на Българската работническа социалдемократическа партия (широки социалисти).

## Биография
Петър Джидров е роден на 20 май 1876 година в Щип, тогава в Османската империя. Завършва педагогическо училище в Кюстендил и през 1896 година работи като учител в София. Присъединява се към Българската работническа социалдемократическа партия и същата година е изключен от Софийското околийско дружество „Неофит Рилски“ заради социалистическите му виждания, макар в негова защита да се изказва Алеко Константинов.
Завършва в 1900 година право в Берлинския университет и в 1900 година защитава докторат в Цюрихския университет, след което се завръща в София, където практикува като адвокат. Темата на дисертацията му е „Полицейска и правова държава в Германия“ (1900). Редактор е на вестник „Работническа борба“.
След разцеплението на социалдемократическата партия Джидров е сред водачите на БРСДП (ш. с.) и след 1911 година е неколкократно избиран за народен представител. След края на Първата световна война влиза в коалиционното правителство на Теодор Теодоров като министър на правосъдието в периода от 28 ноември 1918 до 7 май 1919.
През 1920 година Петър Джидров издава крупния си труд „Коментар на Търговския закон“.
През 1923 г. е народен представител от опозицията. След Деветоюнския преврат по-късно същата година постепенно в БРСДП (ш.с.) настъпва разцепление, породено от поддръжката на Демократическия сговор на Александър Цанков. Асен Цанков, Димо Казасов и Петър Джидров желаят разграничаване от правителството, но са изключени от партията до юли 1926 година и през октомври формират парламентарната „Федерация на работническите социалистически организации и групи в България“ (или за кратко „Социалистическа федерация“).
На изборите през 1927 година Петър Джидров е избран за депутат от София в ХХІІ ОНС с помощта на лидера на ВМРО Иван Михайлов.
В 1930 година издава брошурата „Проблемът за Македония“, а в 1931 година - „Единството в македонското движение“, и двете издание на Македонското студентско дружество „Вардар“.
След Деветнадесетомайския преврат Петър Джидров се противопоставя на режима на „Звено“ и е интерниран в град Елена. Приветства присъединяването на части от Вардарска и Егейска Македония към България в периода 1941-1944 година. След Деветосептемврийския преврат през 1944 година е осъден от Народния съд на 7 години затвор. На Процеса срещу интелектуалците е осъден като „шовинист“ на 11 години затвор. Умира в затвора на 3 януари 1952 година.
Синът му Богдан Джидров (1904 – 1982) е юрист и общественик, също репресиран след Деветосептемврийския преврат.

## Трудове
Петър Джидров е автор на редица статии и брошури. Сред тях са „Принципи и заблуждения в Българската социалдемократическа партия“ (1903), „Държавата, занаятчиите и работниците“ (1906), „Империализъм, болшевизъм и социализъм. Речи“ (1921), „Безпомощна България. Проблеми и перспективи“ (1927), „Безпартийната власт и партиите“ (1928), „Проблеми за нова власт“ (1928), „Проблемът на Македония“ (1930), „Социалдемокрация и фашизъм“ (1933), „Управление и народ“ (1937), „Войната и преустройството на Европа“ и много други.
Обнародвани са редица негови социални драми: „Под сянката на закона“ (1921), „По широк път“ (1936), „Трите хълма“ (1936), „Проклетият град“ (1937). В затвора пише роман, който остава недовършен.
Основният му труд „Коментар на Търговския закон“ е издаден за втори път през 1993 година с предговор от доктор Атанас Москов. През 1996 година са издадени негови „Спомени“.

## Памет
След демократичните промени в България от 1989 година Петър Джидров е реабилитиран и на негово име са наименувани улици в кварталите „Младост 3“ (Карта) и „Студентски град“ (Карта) в София.